# Josefina Gabrielle
Josefina Gabrielle (Londra, ottobre 1963) è un'attrice, ballerina e cantante inglese, attiva in campo teatrale e televisivo.

## Biografia
È nota soprattutto come apprezzata interprete di musical nel West End londinese. Ha recitato in numerose opere musicali ed è stata candidata al prestigioso Laurence Olivier Award per tre volte: una volta come migliore attrice in un musical nel 1999 per Oklahoma! al Royal National Theatre e due volte per la miglior performance in un ruolo non protagonista in un musical nel 2011 per Sweet Charity e nel 2014 per Merrily We Roll Along. Ha recitato nel musical Oklahoma! anche a Bristol (1994) e a Broadway con Patrick Wilson (2002), oltre alla già citata produzione nel National Theatre con Hugh Jackman nel ruolo del protagonista maschile.
Ha recitato anche in diversi altri musical, tra cui Carousel (Londra, 1992), Fame (Londra, 1995), The Goodbye Girl (Londra, 1997), Le Streghe di Eastwick (Londra, 2000), A Chorus Line (Sheffield, 2003), Hello, Dolly! (Londra, 2009), Il re ed io (tour, 2011), Charlie e la Fabbrica di Cioccolato (Londra, 2014), Chicago (Londra, 2018) e Les Misérables (Londra, 2019).

## Filmografia parziale

### Televisione
- Born and Bred - serie TV, 1 episodio (2005)
- Heartbeat - serie TV, 10 episodi (2001-2006)
- Doctors - soap opera, 2 episodi (2009-2013)